# Rongdoi (sockenhuvudort i Kina, Tibet Autonomous Region, lat 30,44, long 92,05)
Rongdoi (kinesiska: Rongduo, 绒多, Sidu, 斯都, 绒多乡) är en sockenhuvudort i Kina. Den ligger i den autonoma regionen Tibet, i den sydvästra delen av landet, omkring 120 kilometer nordost om regionhuvudstaden Lhasa. Antalet invånare är 3 161. Befolkningen består av 1 528 kvinnor och 1 633 män. Barn under 15 år utgör 36 %, vuxna 15-64 år 58 %, och äldre över 65 år 4,0 %.
Runt Rongdoi är det mycket glesbefolkat, med 2 invånare per kvadratkilometer. Det finns inga andra samhällen i närheten. Trakten runt Rongdoi består i huvudsak av gräsmarker.
Genomsnittlig årsnederbörd är 829 millimeter. Den regnigaste månaden är juli, med i genomsnitt 211 mm nederbörd, och den torraste är december, med 4 mm nederbörd.